# 1332 w polityce

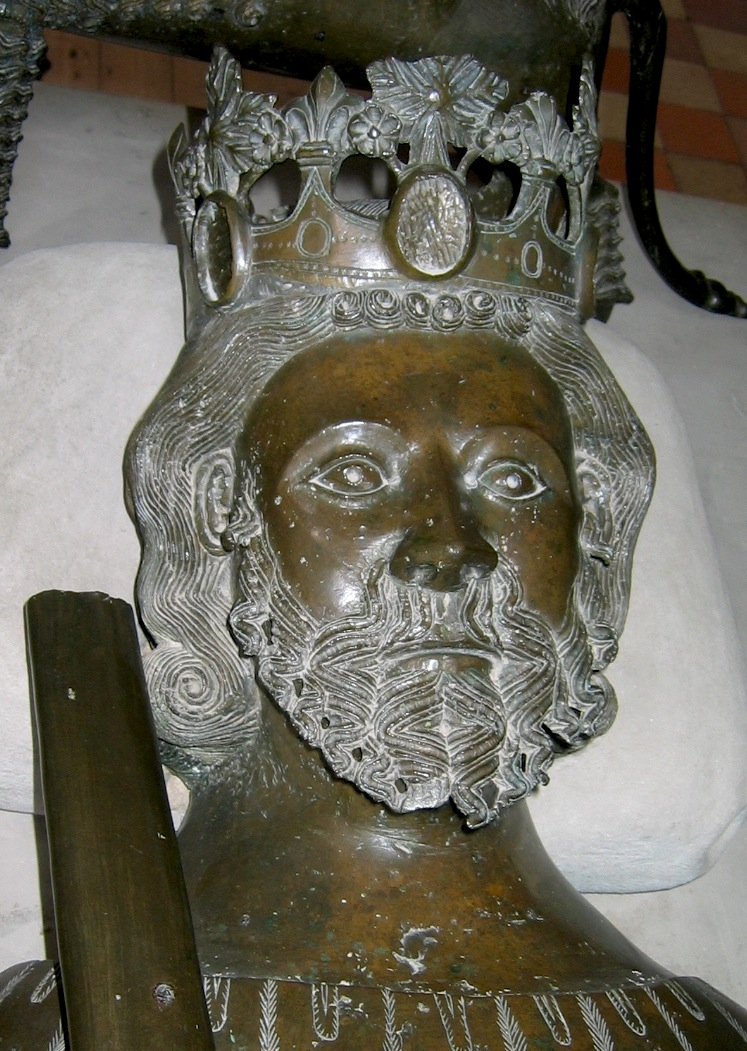
Krzysztof II

Wydarzenia polityczne w 1332 roku.

## Wydarzenia
- zawieszenie broni między Polską a Krzyżakami[1][2][3].
- książęta moskiewscy zapewnili sobie tytuł wielkoksiążęcy[4].

## Zmarli
- 2 sierpnia Krzysztof II, król Danii[5].